# Schefflera taiwaniana
Schefflera taiwaniana là một loài thực vật có hoa trong Họ Cuồng cuồng. Loài này được (Nakai) Kaneh. miêu tả khoa học đầu tiên năm 1936.